# Casa Grande (Ajofrín)
La Casa Grande es un inmueble de la localidad española de Ajofrín, en la provincia de Toledo. Cuenta con el estatus de Bien de Interés Cultural.

## Descripción
El inmueble conocido como Casa Grande se encuentra ubicado en el n.º 55 de la calle Real de la localidad toledana de Ajofrín, en Castilla-La Mancha. Constaba de un complejo de edificaciones, en sus orígenes ligadas a una sola propiedad y comunicadas entre sí y articuladas en torno a su espacio doméstico interior, pero que en la actualidad se encuentran en ruinas. El núcleo principal es el producto de diversas reformas, constituyendo una construcción de planta rectangular con dos alturas que disponía en uno de sus extremos, semiesquina a la calle de Antonio Machado, de un torreón cuadrado de tres alturas con cubierta a cuatro aguas de teja curva.
Se accedía a él por una puerta de tachones enmarcada en una portada de granito. Esta portada la forma un gran dintel monolítico rematado por una cornisa de cordón y bolas que se prolonga en los costados tras pasar unas mensulillas, estas, a su vez, descansan sobre medias columnas adosadas a las pilastras que forman las jambas. Ambos elementos de soporte (columna y pilastra) llevan un capitel, de mármol o caliza, con motivos vegetales. El tipo y decoración es esta portada la sitúan cronológicamente en el siglo XV. La portada se enmarca en una pared de sillería de regular calidad, cubierta por un revestimiento parecido al que continúa más arriba, en los dos cuerpos superiores. Hay un poyo de granito a cada lado de la puerta.
El primer piso del edificio ostenta un solo balcón en cada una de sus fachadas, con un enfoscado y pintura sobre una labor de mampostería que se ve claramente en aquellas zonas donde se ha perdido el revestimiento. El balcón y su carpintería son mucho más recientes, pudiendo ser de principios del siglo XX. El segundo piso presenta cuatro ventanas, dos sobre la calle principal, con rejería muy sencilla. La edad de esta edificación queda de manifiesto en el alero de ladrillo que lo corona, del que arranca una cubierta de pabellón. Este alero es similar al de cualquier iglesia mudéjar toledana y el caso más próximo de la torre de la iglesia de Ajofrín, cuyas portadas en piedra son también contemporáneas de la casa que nos ocupa. El alero destaca por haberse conservado en la cara visible de las piezas de la cornisa una decoración pictórica a base de motivos vegetales.
Flanqueada la portada de acceso, se encuentra un gran vestíbulo que ocupa todo el perímetro edificado y que presenta un pavimento de losas de granito y techo de madera con vigas de buena escala y zapatas talladas. De este vestíbulo se accede a otro cuerpo de edificación, de dos plantas y dos crujías. La contigua a la calle se abre a la calle por cuatro huecos resgados de suelo a techo, cerrados con rejas, posteriores a la edificación antes descrita; está encalada. El piso superior es de fábrica de ladrillo, con balcones, y presenta una cámara bajo la cubierta. Este último añadido podría ser de principios del siglo XX, y en todo caso, poco más antiguo.
También desde el vestíbulo se accede a un corredor que da paso a una vivienda en cuyo interior, y en dos de sus piezas, destaca un techo de madera de gran calidad con tabicas de dibujos policromados representando escudos de armas, probablemente contemporáneo del cuerpo principal. Pudieron existir más cubiertas por enlucidos posteriores. De la misma época es la cubierta del torreón, en pabellón, de par y nudillo, apeinazada, con cuadrales y limas moamares. El último elemento de valor de la construcción es el paño posterior del corredor antes mencionado. Desde el corral trasero pueden verse unas columnas toscanas, de piedra, empotradas en un muro enlucido. Sobre las columnas descansan zapatas y vigas de madera; a continuación aparece una pared rellenando un entramado, su deterioro permite observar la existencia de una baranda de madera tallada. Hay zapatas talladas bajo la carrera y el alero de madera. Esta edificación es típica de la segunda mitad del siglo XVI.
En resumen, hay restos de una construcción del siglo XV (torreón y techos de la planta baja) con añadidos del siglo XVI. Este último elemento denota una importante ampliación de la que solo queda el paño de las columnas. Bien pudiera haber un patio completo, a juzgar por otros restos menores; el solado de barro primitivo del corredor, un brocal de pozo y un abrevadero de granito en el corral.
Su organización distributiva y circulatoria en zigzag: portada, vestíbulo, corredor, escalera, puerta, patio y dependencias, puede observarse en otros ejemplos de la población con características similares de la tipología peculiar de la zona poblacional.
En 2012 el inmueble presentaba un aspecto ruinoso.

## Estatus patrimonial
El edificio fue declarado bien de interés cultural, en la categoría de monumento, el 26 de noviembre de 1991, mediante un decreto publicado el día 18 de diciembre de ese mismo año en el Diario Oficial de Castilla-La Mancha (DOCM).